# Khlong Thom (huyện)
Khlong Thom (tiếng Thái: คลองท่อม) là một huyện (amphoe) ở tỉnh Krabi, Thái Lan.

## Địa lý
Các huyện giáp ranh (từ phía tây theo chiều kim đồng hồ) Ko Lanta, Nuea Khlong, Khao Phanom và Lam Thap của tỉnh Krabi, và Wang Wiset và Sikao của tỉnh Trang. Về phía tây nam là biển Andaman.

## Lịch sử
Năm 1917, huyện được đổi tên từ Khlong Phon (คลองพล) thành Khlong Thom.

## Hành chính
Huyện này được chia ra thành 5 phó huyện (tambon), các đơn vị này lại được chia thành 65 làng (muban). Có hai thị trấn(thesaban tambon) - Khlong Thom Tai và Khlong Phon, each nằm trên một phần của tambon cùng tên. Mỗi tambon có một Tổ chức hành chính tambon.
| \| STT. \| Tên \| Tên Thái \| Số làng \| Dân số \| \| \| 1. \| Khlong Thom Tai \| คลองท่อมใต้ \| 9 \| 11.069 \| \| \| 2. \| Khlong Thom Nuea \| คลองท่อมเหนือ \| 8 \| 5.590 \| \| \| 3. \| Khlong Phon \| คลองพน \| 13 \| 17.413 \| \| \| 4. \| Sai Khao \| ทรายขาว \| 7 \| 9.621 \| \| \| 5. \| Huai Nam Khao \| ห้วยน้ำขาว \| 9 \| 8.194 \| \| \| 6. \| Phru Din Na \| พรุดินนา \| 10 \| 9.457 \| \| \| 7. \| Phela \| เพหลา \| 9 \| 5.456 \| \| | Map of Tambon    |             |         |        |  |
| STT. | Tên              | Tên Thái    | Số làng | Dân số |  |
| 1. | Khlong Thom Tai  | คลองท่อมใต้   | 9       | 11.069 |  |
| 2. | Khlong Thom Nuea | คลองท่อมเหนือ | 8       | 5.590  |  |
| 3. | Khlong Phon      | คลองพน      | 13      | 17.413 |  |
| 4. | Sai Khao         | ทรายขาว     | 7       | 9.621  |  |
| 5. | Huai Nam Khao    | ห้วยน้ำขาว    | 9       | 8.194  |  |
| 6. | Phru Din Na      | พรุดินนา      | 10      | 9.457  |  |
| 7. | Phela            | เพหลา       | 9       | 5.456  |  |